# Futbol'nyj Klub Dynamo Kyïv 1992
Questa voce raccoglie le informazioni riguardanti il Futbol'nyj Klub Dynamo Kyïv, meglio conosciuta come Dinamo Kiev, nelle competizioni ufficiali della stagione 1992.

## Stagione
Nella stagione 1992 la Dinamo Kiev, allenata da Anatolij Puzač, disputò il suo primo campionato ucraino. Vinse il girone B e affrontò il Tavrija nella finale scudetto, perdendo 1-0. Il club prese parte anche alla sua prima Coppa di Ucraina, perdendo ai quarti di finale contro la Torpedo Zaporižžja con un risultato complessivo di 2-1. In Coppa dei Campioni il cammino degli ucraini si fermò alla fase a gironi, classificandosi ultima.

## Maglie e sponsor
| Manica sinistra · Maglietta · Maglietta · Manica destra · Pantaloncini · Calzettoni |

## Rosa
| N. |                     | Ruolo | Calciatore                 |
| -- | ------------------- | ----- | -------------------------- |
|    | Ucraina (bandiera)  | P     | Ihor Kutjepov              |
|    | Lituania (bandiera) | P     | Valdemaras Martinkėnas     |
|    | Russia (bandiera)   | D     | Andrej Aleksanenkov        |
|    | Ucraina (bandiera)  | D     | Anatolij Bezsmertnyj       |
|    | Ucraina (bandiera)  | D     | Oleh Volot'ok              |
|    | Ucraina (bandiera)  | D     | Oleh Lužnyj                |
|    | Ucraina (bandiera)  | D     | Anatolij Dem"janenko       |
|    | Ucraina (bandiera)  | D     | Serhij Zajec'              |
|    | Ucraina (bandiera)  | D     | Serhij Šmatovalenko        |
|    | Armenia (bandiera)  | D     | Yervand Sukiasyan          |
|    | Ucraina (bandiera)  | D     | Vjačeslav Chruslov         |
|    | Ucraina (bandiera)  | D     | Achrik Cvejba ()           |
|    | Ucraina (bandiera)  | D     | Serhij Šmatovalenko        |
|    | Ucraina (bandiera)  | C     | Pavlo Jakovenko (capitano) |

| N. |                         | Ruolo | Calciatore           |
| -- | ----------------------- | ----- | -------------------- |
|    | Ucraina (bandiera)      | C     | Dmytro Topčijev      |
|    | Ucraina (bandiera)      | C     | Volodymyr Šaran      |
|    | Lituania (bandiera)     | C     | Gintaras Kvitkauskas |
|    | Turkmenistan (bandiera) | C     | Andrej Zav'jalov     |
|    | Ucraina (bandiera)      | C     | Serhij Kovalec'      |
|    | Ucraina (bandiera)      | C     | Andrij Annenkov      |
|    | Ucraina (bandiera)      | C     | Stepan Beca          |
|    | Ucraina (bandiera)      | C     | Jurij Moroz          |
|    | Ucraina (bandiera)      | C     | Vitalij Mintenko     |
|    | Ucraina (bandiera)      | A     | Jurij Hrycyna        |
|    | Russia (bandiera)       | A     | Valerij Esipov       |
|    | Ucraina (bandiera)      | A     | Oleh Matvjejev       |
|    | Ucraina (bandiera)      | A     | Viktor Leonenko      |
|    | Ucraina (bandiera)      | A     | Oleg Salenko         |

## Statistiche

### Statistiche di squadra
| Competizione       | Punti | Totale | Totale | Totale | Totale | Totale | Totale | DR  |
| Competizione       | Punti | G      | V      | N      | P      | Gf     | Gs     | DR  |
| ------------------ | ----- | ------ | ------ | ------ | ------ | ------ | ------ | --- |
| Vyšča Liha         | 30    | 19     | 13     | 4      | 2      | 31     | 14     | +17 |
| Coppa d'Ucraina    | -     | 4      | 1      | 2      | 1      | 4      | 4      | 0   |
| Coppa dei Campioni | 2     | 4      | 1      | 0      | 3      | 1      | 10     | -9  |
| Totale             | -     | 27     | 15     | 6      | 6      | 36     | 28     | +8  |